# Quinssaines
Quinssaines (okzitanische: Quinçainas) ist eine französische Gemeinde des Départements Allier mit 1.539 Einwohnern (Stand: 1. Januar 2022) in der  Region Auvergne-Rhône-Alpes. Sie gehört zum Arrondissement Montluçon und zum Kanton Montluçon-4.
Die Einwohner werden Quinssainois genannt.

## Geographie
Quinssaines liegt etwa sechs Kilometer westsüdwestlich von Montluçon.

### Nachbargemeinden
Umgeben ist Quinssaines von den Nachbargemeinden Saint-Martinien im Norden und Nordwesten, Huriel im Norden, Domérat im Nordosten, Prémilhat im Osten, Teillet-Argenty im Süden und Südosten, Viersat im Süden und Südwesten sowie Lamaids im Westen und Südwesten.

## Bevölkerungsentwicklung
| Jahr      | 1962 | 1968 | 1975 | 1982 | 1990 | 1999 | 2006 | 2013 | 2019 |
| Einwohner | 700  | 715  | 770  | 1050 | 1071 | 1063 | 1060 | 1430 | 1512 |

## Sehenswürdigkeiten

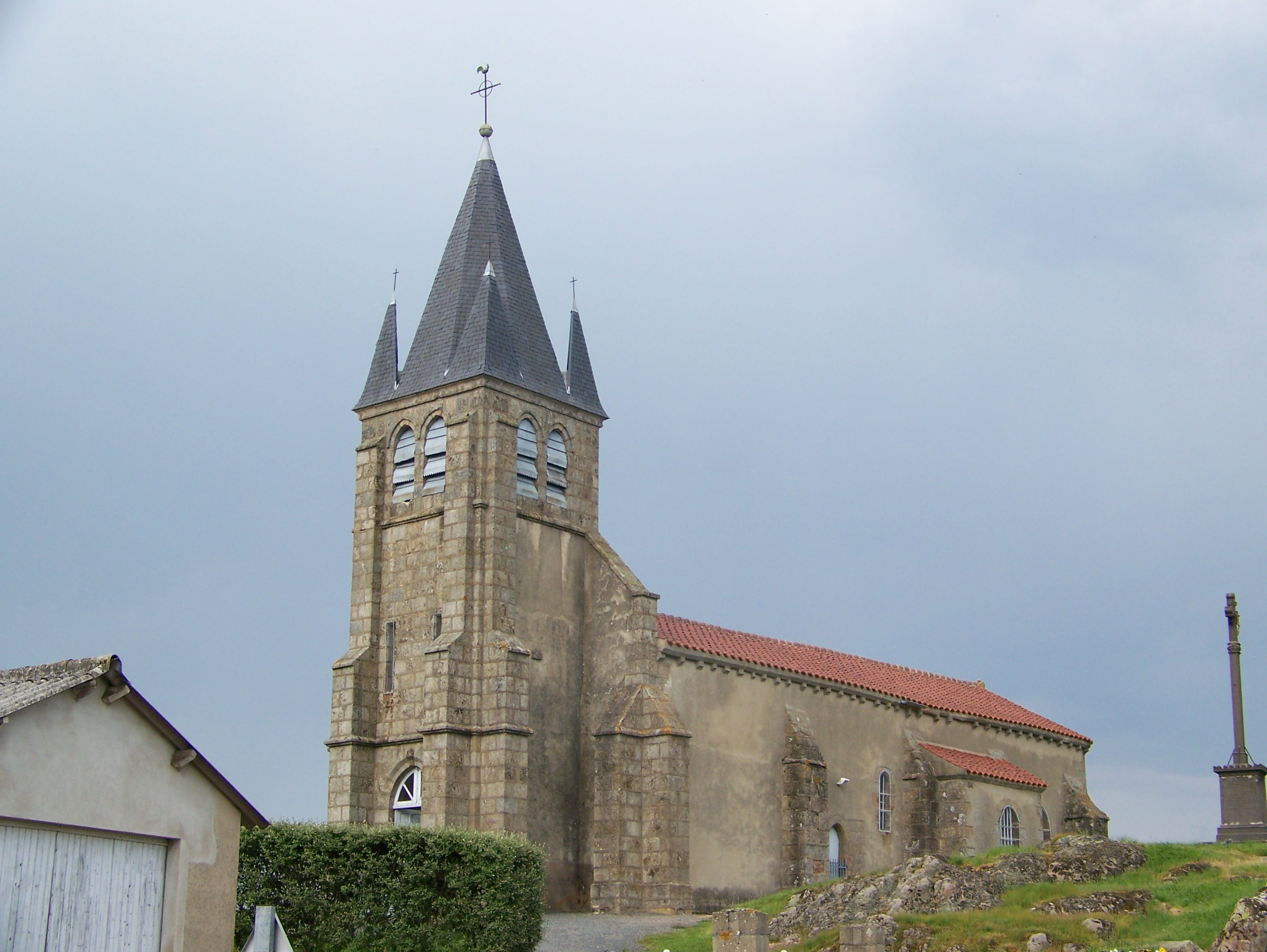
Kirche Saint-Marcel

- Kirche Saint-Marcel aus dem 19. Jahrhundert
- Kapelle Saint-Jean-Baptiste aus dem 14. Jahrhundert, Umbauten aus dem 19. Jahrhundert
- Schloss Quinssaines
- Rathaus

## Wirtschaft und Infrastruktur
Durch Quinssaines verläuft die Route nationale 145. 